# 6320 Bremen
A 6320 Bremen (ideiglenes jelöléssel 1991 AL3) a Naprendszer kisbolygóövében található aszteroida. Freimut Börngen fedezte fel 1991. január 15-én.